# Деревенский детектив (фильм)
«Дереве́нский детекти́в» — советский художественный, комедийный детектив, снятый в 1968 году режиссёром Иваном Лукинским по одноимённой повести Виля Липатова.

Первый фильм кинотрилогии о сельском участковом милиционере Анискине.

## Сюжет
У заведующего сельским клубом Геннадия Николаевича Паздникова украли дорогой аккордеон. Раскрыть это крупнейшее с 1948 года в деревне правонарушение входит в обязанности сельского участкового Анискина. После осмотра места преступления и разговора с заведующим клубом, участковый узнаёт, что вечером перед кражей он провёл время с продавщицей местного магазина Евдокией Прониной. Подозрение падает на соперника заведующего — Григория Сторожевого, оба они ищут любви продавщицы. Анискин поговорил с Григорием и Евдокией, но не торопится делать выводы. Вечером того же дня Анискин встретил у клуба местных дебоширов братьев Паньковых. Анискин с Паздниковым остался ночью на окраине деревни для следственного эксперимента. Милиционер верно предположил, что вор не удержится и опробует инструмент. Так он понял, где примерно воры спрятали украденное, а также то, что Сторожевой невиновен.
В итоге Анискин догадывается, что аккордеон украли братья Паньковы. Они решили подставить Сторожевого, который несколько раз конфликтовал с нарушителями порядка, ведь именно на него в первую очередь пало бы подозрение. Анискин не даёт делу хода, предупредив братьев, что в случае, если они продолжат хулиганить, он отправит их под суд. Правду он сообщает только их матери Прасковье Паньковой. Остальным милиционер рассказывает, что нашёл инструмент брошенным в лесу. Между делом Анискин успевает попробовать устроить личную жизнь Прониной. Анискин приглашает на очную ставку её и Сторожевого, откуда они уходят вместе.

## В ролях
| Актёр             | Роль                                                                |
| ----------------- | ------------------------------------------------------------------- |
| Михаил Жаров      | участковый уполномоченный, лейтенант милиции Фёдор Иванович Анискин |
| Ирина Зарубина    | доярка Прасковья Панькова                                           |
| Татьяна Пельтцер  | жена Анискина Глафира Лукьяновна                                    |
| Лидия Смирнова    | продавщица сельского магазина Евдокия Мироновна Пронина             |
| Роман Ткачук      | заведующий клубом Геннадий Николаевич Паздников                     |
| Анатолий Игнатьев | Григорий Сторожевой                                                 |

## Съёмочная группа
- Авторы сценария: Ирина Мазурук, Виль Липатов
- Режиссёр-постановщик — Иван Лукинский
- Главный оператор — Владимир Рапопорт
- Художник-постановщик — Семён Веледницкий
- Композитор — Анатолий Лепин
- Операторы: В. Егоров, Игорь Клебанов, Анатолий Буравчиков

## Награды
- 1970 — Приз и премия за лучший комедийный фильм — Всесоюзный кинофестиваль в Минске[1].

## Память
В 2016 году в 30 километрах от побережья Исландии рыбаки выловили четыре катушки киноплёнки, на которых был обнаружен фильм «Деревенский детектив». Вдохновлённый этой находкой американский режиссёр Билл Моррисон в 2021 году выпустил документальный фильм «The Village Detective: a song cycle», повествующий о Михаиле Жарове.